# Тойкинское сельское поселение (Татарстан)
Тойкинское сельское поселение — сельское поселение в Азнакаевском районе Татарстана (Россия).
Административный центр — село Тойкино.
В состав поселения входят 3 населённых пункта.

## Населённые пункты
- село Тойкино
- деревня Карамалы-Елга
- посёлок Камышлы-Куль

## Население
Численность населения Тойкинского сельского поселения — 494 человека.